# ライダー・ストロング
ライダー・ストロング（Rider Strong, 1979年12月11日 - ）はアメリカ合衆国カリフォルニア州サンフランシスコ出身の俳優である。

## プロフィール
身長173cm。2004年にコロンビア大学を卒業。日本では、2006年に放送された『恋するアンカーウーマン』のチック役で知られるようになった。10歳の時から『レ・ミゼラブル』で俳優としてのキャリアをスタートさせ、米国内ではドラマ『ボーイ・ミーツ・ワールド』で有名となった。自主制作映画のプロデュースも手がけ、俳優だけでなく幅広い活躍をしている。

## テレビドラマ
- 『ボーイ・ミーツ・ワールド』

主人公コーリーの幼なじみのショーン・ハンター役。複雑な環境育ちからか、ちょっと問題児なとこもあるが基本的に根はイイ奴。女の子にはよくモテる（担当声優：高山みなみ→草尾毅）。
- 『恋するアンカーウーマン』

チック役。ペッパーの担当カメラマンとしてひそかにペッパーに思いを寄せつつ、なかなか相手にされない。気は弱いが優しく、いつもペッパーのことを気遣う（担当声優：桐本琢也）。